# Walter McCoy
Walter Lee McCoy (* 15. November 1958 in Daytona Beach, Florida) ist ein ehemaliger Leichtathlet aus den Vereinigten Staaten, der eine olympische Goldmedaille gewann.

## Sportliche Karriere
Walter McCoy studierte an der Florida State University und trat nach seiner Graduierung für den Mazda Optimist Track Club an.
Bei der Universiade 1979 in Mexiko-Stadt wurde er im 400-Meter-Lauf Dritter hinter den beiden Westdeutschen Harald Schmid und Franz-Peter Hofmeister. Die 4-mal-400-Meter-Staffel aus den Vereinigten Staaten siegte vor der Staffel aus den Niederlanden. Zwei Jahre später bei der Universiade in Bukarest belegte McCoy über 400 Meter den zweiten Platz hinter seinem Landsmann Cliff Wiley. Die 4-mal-400-Meter-Staffel wurde Zweite hinter dem Quartett aus der Sowjetunion. Im September 1981 gehörten McCoy und Wiley zur 4-mal-400-Meter-Staffel, die beim Weltcup in Rom gewann.
1984 wurde McCoy Fünfter bei den US Trials, er wurde als Ersatzmann für die Staffel ins Olympiaaufgebot berufen. Bei den Olympischen Spielen in Los Angeles liefen im ersten Vorlauf Willie Smith, Ray Armstead, Alonzo Babers und Walter McCoy die schnellste Zeit. Im Halbfinale waren Sunder Nix, Walter McCoy, Willie Smith und Antonio McKay die Schnellsten. Im Finale liefen Sunder Nix, Ray Armstead, Alonzo Babers und Antonio McKay und siegten mit über einer Sekunde Vorsprung vor den Briten. 1984 wurden erstmals bei Olympischen Spielen auch Medaillen an Athleten ausgegeben, die nur im Vorlauf oder im Halbfinale dabei waren. Deshalb erhielten auch Walter McCoy und Willie Smith eine olympische Goldmedaille. Zwei Wochen nach den Olympischen Spielen lief McCoy beim Meeting Weltklasse Zürich in 44,76 die schnellste Zeit seiner Karriere. 1985 gehörte McCoy beim Weltcup in Canberra zur siegreichen 4-mal-400-Meter-Staffel.
McCoy blieb noch bis 1989 aktiv, nach seiner Karriere wurde er High-School-Trainer.